# Christiane Rücker
Christiane Rücker (Schertendorf, 12 juni 1944) is een Duitse actrice.

## Biografie
Christa Rücker, zoals ze oorspronkelijk heette, is de oudste van twee dochters van de houtsnijder, muzikant en later timmerman Ernst Rücker en zijn vrouw Frieda, een opgeleide verpleegster. Na de uitzetting woonde ze met haar ouders in Zorneding bij München.
Ze werd accountant bij een bouwbedrijf en volgde van 1962 tot 1965 een opleiding tot actrice aan de Zerboni Drama School en nam privélessen bij Lilly Ackermann. Tegelijkertijd werkte ze als fotomodel en werd ze een covergirl voor verschillende tijdschriften. Al snel waren er ook kleine filmrollen.
Christiane Rücker, zoals ze zichzelf nu noemde, werd regelmatig in de film gebruikt als een laid-back girl In 1969 kreeg ze via Harry Meyen haar eerste theaterrollen in het Theater am Kurfürstendamm. Ze concentreerde zich later vooral op theaterwerk en had grote successen als Gigi in 1974 in Wenen en 1976 in Berlijn aan de zijde van Johannes Heesters. Ze was even succesvol als Irma la Douce. Ze speelde voornamelijk in Berlijn, Hamburg, Frankfurt am Main en Keulen, voornamelijk op tournees.
Felix Dvorak bracht haar verschillende keren naar het Berndorfer Festival, dat hij regisseerde, en naar zijn satirische tv-show MAD IN AUSTRIA, die werd bekroond in Montreux.
Na verschillende affaires met de Amerikaanse ster Ty Hardin en een mislukte relatie met schrijver en regisseur Andreas Raab, probeerde ze in april 1979 zelfmoord te plegen met slaappillen en alcohol. Toen vond ze een nieuw bestaan in de Veda, sindsdien is ze vegetariër en alcoholvrij.
In 1982 zette ze zich in om al haar vaardigheden in dienst te stellen van liefdadigheidswerk. Ze richtte de vereniging Goldener Lotus, Hilfswerk Bengal op, die werkt voor de behoeftigen in West-Bengalen. Beschuldigingen van fraude met donaties en vervalsing van documenten, evenals de connectie met Hare Krishna, zoals zij o.a. werden opgevoed door het tijdschrift Quick en de sekte-commissaris Friedrich Wilhelm Haack, kon de rechter afwijzen.
Christiane Rücker was van 1965 tot de scheiding op 16 september 1968 getrouwd met haar jeugdvriend Clemens. In 1992 trouwde ze met een journalist uit Sarajevo, ze trouwden volgens het Vedische ritueel.

## Filmografie
- 1962: Barras heute
- 1964: Willy Reichert in Geliebter Kuckuck (televisie)
- 1964: Holiday in St. Tropez
- 1965: Unsere große Schwester - Die Band (televisieserie)
- 1965: Weekend im Paradies (televisie)
- 1965: Ich kauf mir lieber einen Tirolerhut
- 1966: Die Liebesquelle
- 1966: Geheimagent Tegtmeier - Die braven Mädchen (televisieserie)
- 1966: In Frankfurt sind die Nächte heiß
- 1966: Bel Ami 2000 oder Wie verführt man einen Playboy
- 1966: Carmen Baby
- 1966: Bonditis
- 1967: Heubodengeflüster
- 1967: Die Schlangengrube und das Pendel
- 1967: Carmen, Baby
- 1968: 69 Liebesspiele
- 1968: Paradies der flotten Sünder
- 1968: Zieh dich aus, Puppe
- 1968: Otto ist auf Frauen scharf
- 1968: Der Arzt von St. Pauli
- 1968: Komm nur, mein liebstes Vögelein
- 1968: Donnerwetter! Donnerwetter! Bonifatius Kiesewetter
- 1968: Ein dreifach Hoch dem Sanitätsgefreiten Neumann
- 1969: Lauf doch nicht splitternackt herum (televisie)
- 1969: Auf der Reeperbahn nachts um halb eins
- 1970: Heintje – Einmal wird die Sonne wieder scheinen
- 1970: Unsere Pauker gehen in die Luft
- 1970: Spiel nicht mit kleinen Mädchen (televisie)
- 1970: Bäng Bäng (televisieserie, 1 aflevering)
- 1971: Die Kompanie der Knallköppe
- 1972: Der Kommissar - Überlegungen eines Mörders (televisieserie, aflevering 46)
- 1973: Gestern gelesen - Im Netz der Spinne (televisieserie)
- 1973: Die Leichenfabrik des Dr. Frankenstein (Terror! Il castello delle donne maledette)
- 1973: Hallo – Hotel Sacher … Portier! (televisieserie, aflevering 12: Die drei Väter der Romy Schröder)
- 1973: Wenn jeder Tag ein Sonntag wär
- 1973: Tatort: Frauenmord
- 1974: Im Auftrag von Madame - Zwei leitende Herren (televisieserie)
- 1974: Die Fälle des Herrn Konstantin (televisieserie, 2 afleveringen)
- 1974: Cabaret Cabaret (televisieserie, 5 afleveringen)
- 1975: Per Saldo Mord
- 1975: Liebe mal so - mal so (Vergnugliches über ein altes Thema) (televisie)
- 1975: Mad in Austria (televisie)
- 1976: Anton, zieh die Bremse an (televisie)
- 1976: Komiker-Express (televisie)
- 1977: Sanfter Schrecken (televisie)
- 1977: Haben Sie nichts zu verzollen (televisie)
- 1978: Der keusche Lebemann (televisie)
- 1978: Das Einhorn
- 1979: Erzählung eines Unbekannten (televisie)
- 1979: Kottan ermittelt (misdaadserie, als prostituee Elvira Markl; nog een keer 1981 tot 1983)
- 1980: Weekend im Paradies
- 1980: Ein verrücktes Paar ((televisieserie, 1 aflevering)
- 1980: Kabarett zu den vier Jahreszeiten (televisieserie, 1 aflevering)
- 1980: Jeder lacht auf seine Weise (televisie)
- 1982: Das Traumschiff - Granada (televisieserie)
- 1983: Der Paragraphenwirt - Der Sensationsprozess (televisieserie)
- 1983: Geschichten aus der Heimat - Sag 'Prost Neujahr', Liebling (televisieserie) als fotomodel
- 1984: Tiger – Frühling in Wien
- 1986: Vom Glück verfolgt (televisieserie)
- 1987: Hafendetectiv (televisieserie, 6 afleveringen)

- 1990: Ein Schloß am Wörthersee (televisieserie)
- 1990: Damals auf Burg Wutzenstein (televisie)
- 2007: Hausmeister Krause – Ordnung muss sein - Die Wiedergeburt (televisieserie)
- 2008–2018: Aktenzeichen XY … ungelöst (8 afleveringen)
- 2009: SOKO München - Riekes Schwester (televisieserie)
- 2011: Ein Fall für die Anrheiner - Der Held (televisieserie)
- 2021: Kitz - Aus der Spur (televisieserie)
- 2022: Die Rosenheim-Cops - Eine Absage für alle (televisieserie)

## Theater (selectie)
- 1969: Du weisst doch, ich versteh kein Wort,wenn.. (Komödie am Kurfürstendamm)
- 1970: Liebe für Liebe (Berlijnse Tournee)
- 1970: Versuchs doch mal mit kleinen Mädchen (Theater am Dom Köln)
- 1972: Stille Wasser (Theater in der Josefstadt Wien)
- 1974: Herr Puntila und sein Knecht Matti (Theater in der Josefstadt Wien)
- 1975: Gigi (Theater an der Wien)
- 1976: Irma La Douce (Komödie Frankfurt)
- 1978: Eule und Kätzchen (Komödie Hamburg)
- 1981: Meine dicke Freundin (Theater am Dom Köln)
- 1982: Blaubarts 8. Frau (Kammerspiele Wien)
- 1985: Wer doppelt liebt... (Theater am Dom Köln)
- 1991: Minna von Barnhelm (Tournee Grabowski)
- 1995: Sind Sie der Ehemann? (Kleines Theater Bad Godesberg)
- 1996: Das Biest (Theater am Dom Köln)
- 1997: Tartuffe (Festspiele Röttingen)
- 2001: Die Dinnerparty (Fritz-Remond-Theater Frankfurt)
- 2003: Ein verrücktes Wochenende (Theater am Holstenwall Hamburg)
- 2008: Geliebtes Mischmasch (Neues Theater Hannover)
- 2011: Ein Herz und eine Seele (Komödie Braunschweig)
- 2013: Der Kurschattenmann (Komödie Frankfurt)
- 2016: Schick mir keine Blumen (Komödie am Altstadtmarkt Braunschweig)
- 2020: Wer hat Angst vorm weißen Mann (Komödie im Bayerischen Hof)
- 2021–2023: Die Feuerzangenbowle (Komödie im Bayerischen Hof)
- 2023: Die Schöne und das Biest (Luisenfestspiele Wunsiedel)
- 2023: Der Brandtner Kaspar 2 (Luisenfestspiele Wunsiedel)